# Sierra Blanca
Sierra Blanca is een plaats (census-designated place) in de Amerikaanse staat Texas, en valt bestuurlijk gezien onder Hudspeth County.

## Demografie
Bij de volkstelling in 2000 werd het aantal inwoners vastgesteld op 533.

## Geografie
Volgens het United States Census Bureau beslaat de plaats een oppervlakte van
10,6 km², waarvan 10,5 km² land en 0,1 km² water. Sierra Blanca ligt op ongeveer 1380 m boven zeeniveau.

## Plaatsen in de nabije omgeving
De onderstaande figuur toont nabijgelegen plaatsen in een straal van 80 km rond Sierra Blanca.